# Leuchtstab

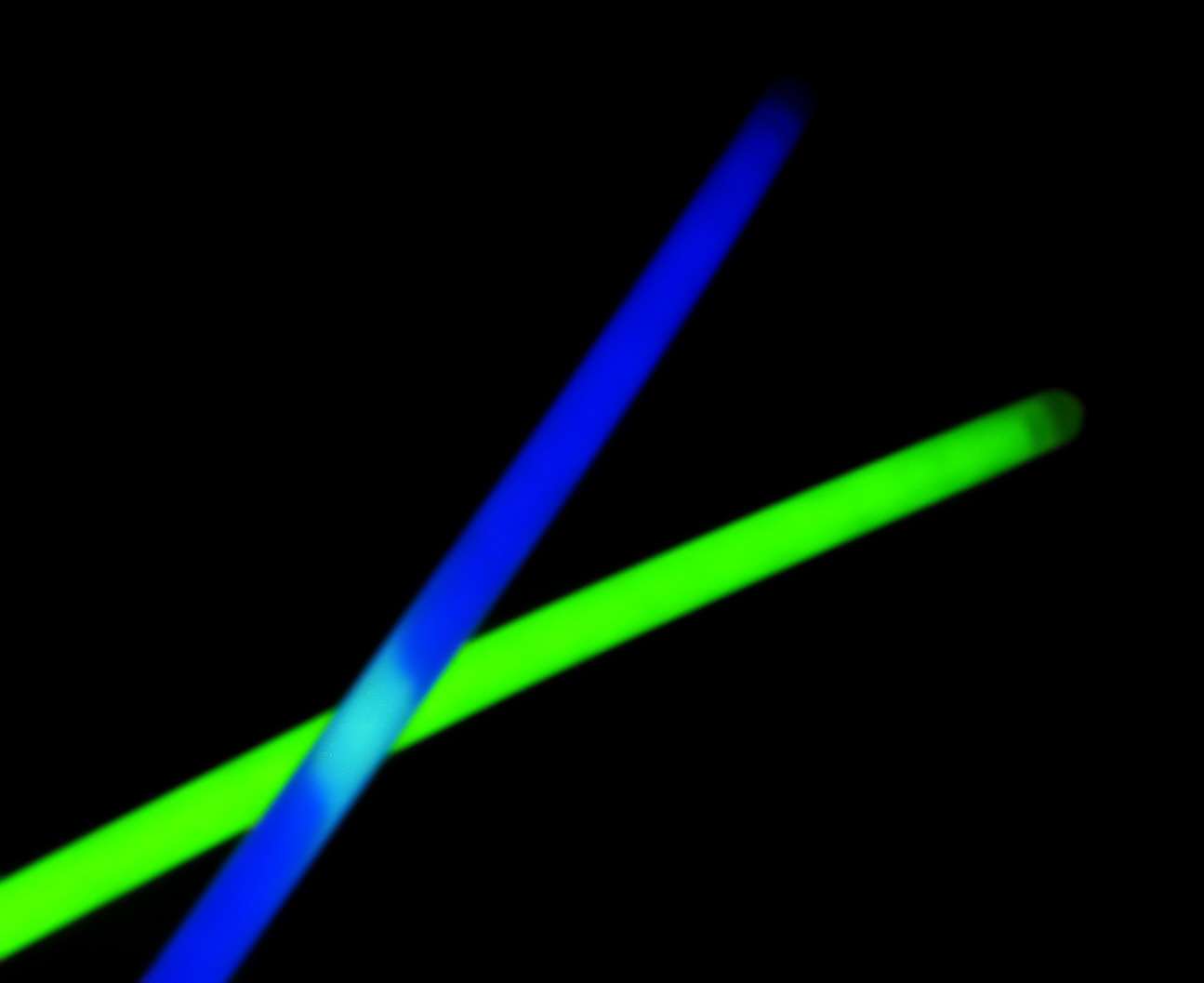
Leuchtstäbe

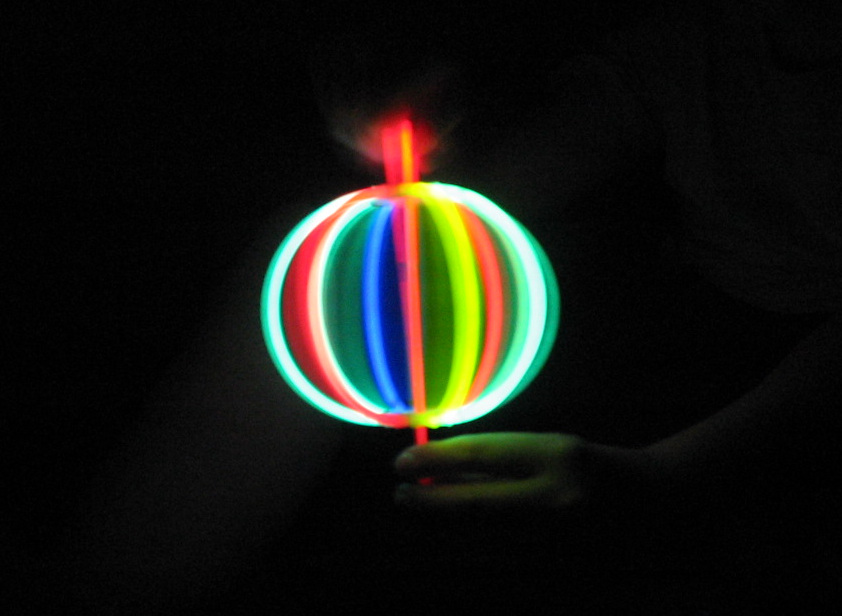
Leuchtstäbe sind ein beliebtes Spaßdekor

Ein Leuchtstab (auch Knicklicht genannt) ist ein rein chemisches Leuchtmittel und beruht auf dem Prinzip der Chemolumineszenz. Er besteht aus einem durchsichtigen Kunststoffbehälter, in dem sich in getrennten Kammern zwei Flüssigkeiten befinden. Der Kunststoffbehälter ist mit einer Lösung unterschiedlicher Chemikalien gefüllt, wobei die Zusammensetzung dieser Flüssigkeit von der gewünschten Leuchtdauer und -farbe abhängig ist.

## Geschichte
Bis(2,4,5-trichlorphenyl-6-carbopentoxyphenyl)oxalat (CPPO) wurde von Michael M. Rauhut, Robert W. Sombathy und Laszlo J. Bollyky auf Basis der Arbeit von Edwin A. Chandross (Bell Labs) und Richard D. Sokolowski (Eh.M Labs) hergestellt und für die Chemolumineszenz verwendet. Zur gleichen Zeit wurden von Herbert Richter beim China Lake Naval Weapons Center ähnliche Experimente durchgeführt.
Richard Taylor Van Zandt ist der eingetragene Erfinder im US-Patent 4064428, erteilt am 1. November 1976 mit dem Namen „Chemical Light Device“.
Jährlich werden über 14,5 Millionen Leuchtstäbe vom US-Verteidigungsministerium verbraucht.
Der größte Leuchtstab der Welt wurde, mit drei Metern Höhe und 88,6 Litern Flüssigkeit, am 29. Juni 2009 in Darmstadt von der Knixs GmbH „geknickt“.

## Aufbau
1. Transparente biegsame Kunststoffröhre
2. Glasröhrchen gefüllt mit Wasserstoffperoxidlösung
3. Ein Phenyloxalat in einer fluoreszierenden Farbstofflösung im Zwischenraum
4. Durch Zerbrechen des Glasröhrchens tritt das Wasserstoffperoxid aus
5. Die vermischten Stoffe beginnen zu leuchten

Funktionsweise eines Leuchtstabs:
- Transparente biegsame Kunststoffröhre
- Glasröhrchen gefüllt mit Wasserstoffperoxidlösung
- Ein Phenyloxalat in einer fluoreszierenden Farbstofflösung im Zwischenraum
- Durch Zerbrechen des Glasröhrchens tritt das Wasserstoffperoxid aus
- Die vermischten Stoffe beginnen zu leuchten

Der Leuchtstab enthält eine fluoreszenzfähige Verbindung (Fluorophor, Fluoreszer) sowie zwei weitere an der Chemolumineszenz-Reaktion beteiligte Chemikalien, wovon eine in einem Glasröhrchen eingeschlossen ist. Im Kunststoffbehälter selbst befindet sich, vermischt mit dem Fluoreszer, ein Oxalsäureester (Diphenyloxalat (DPO, Cyalume) oder dessen Derivate). Als Esterkomponente am häufigsten verwendet wird:
- Bis(2,4,6-trichlorphenyl)oxalat (TCPO)
- Bis(2,4-dinitrophenyl)oxalat (DNPO)

Beim Test vieler verschiedener Komponenten wurden mit TCPO und DNPO die besten Ergebnisse erzielt, da es sich bei Trichlorphenol und Dinitrophenolen um gute Fluchtgruppen handelt, die so den nukleophilen Angriff des Wasserstoffperoxids auf die beiden Carbonylgruppen begünstigen. Als Lösungsmittel für den Ester wird meist ein Phthalsäureester (z. B. Dimethylphthalat) oder Ethylacetat verwendet.
Das Glasröhrchen enthält eine 30%ige Wasserstoffperoxid-Lösung. Wird das Glasröhrchen etwa durch Knicken des Stabes zerbrochen, setzt eine chemische Reaktion ein, die Peroxyoxalat-Chemilumineszenz.

## Chemische Reaktion
Mit der Aktivierung der Leuchtstäbe wird eine komplexe Folge chemischer Reaktionen in Gang gesetzt, die noch nicht in allen Einzelheiten geklärt sind; Näheres unter dem Stichwort Peroxyoxalat-Chemilumineszenz.
Das Leuchten (die Lumineszenz) entsteht, indem der durch die chemische Reaktion angeregte Fluoreszer die Energie schließlich in Form der Emission eines Photons abgibt.

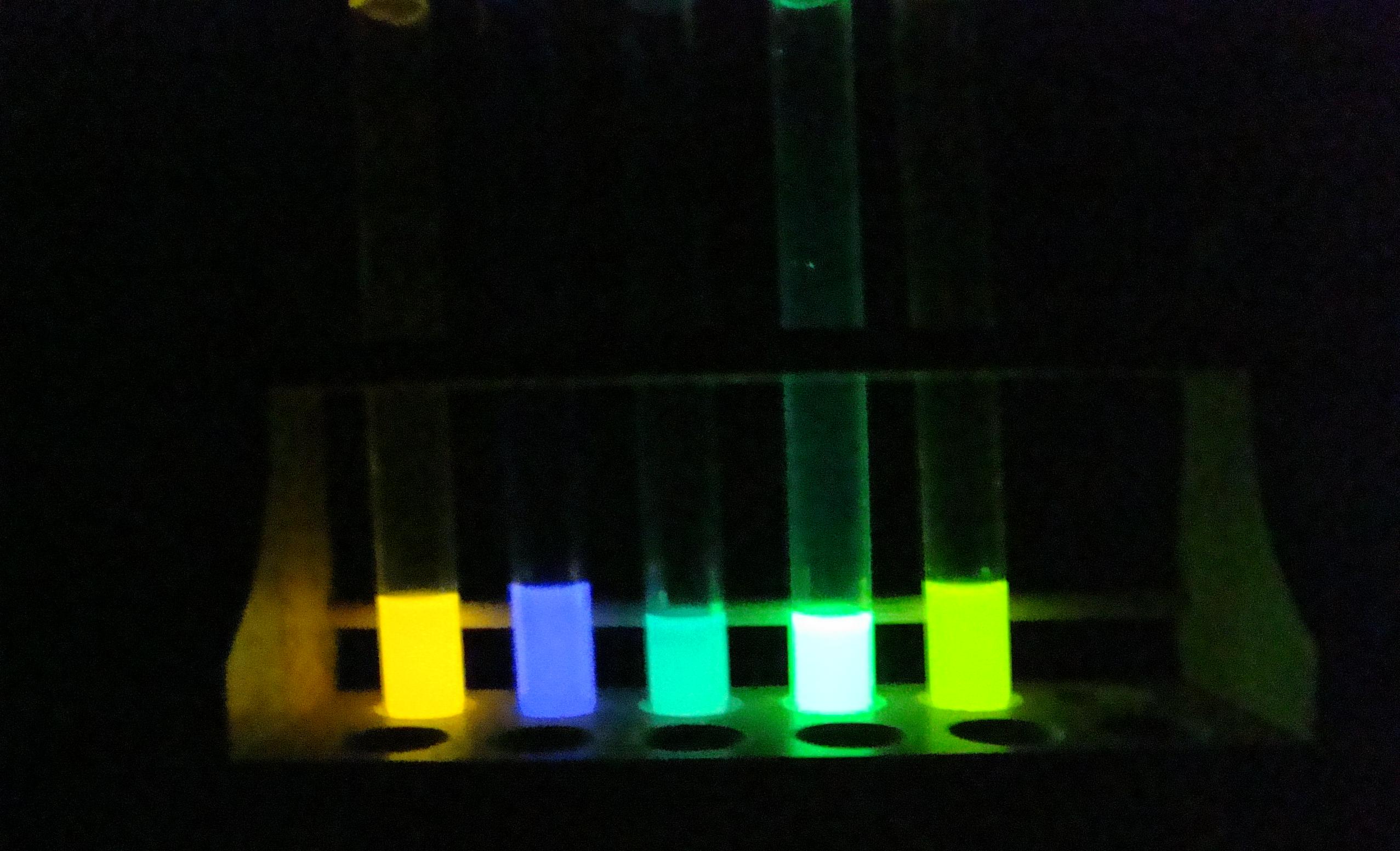
Chemolumineszenz von TCPO mit den Fluorophoren Rubren, DPA, BPEA, Cl-BPEA und di-Cl-BPEA

Die Wellenlänge des Photons, also die Farbe, hängt von der Struktur des verwendeten Fluoreszers ab. Die Reaktion ist nicht reversibel, kann jedoch durch Kühlung stark verlangsamt werden. Leuchtstäbe leuchten meist monochrom, wobei die Farben Rot, Gelb, Orange, Grün, Violett, Blau, Infrarot und Weiß (dann natürlich nicht monochrom) verfügbar sind. Die Stabform ist dabei nicht zwingend. Es gibt sie auch als Ringe oder in anderen aus einem Stab herstellbaren Formen.
Im Labor kann diese Reaktion stark beschleunigt werden, indem Natriumhydroxid, besser jedoch das schwach basische Natriumsalicylat, hinzugefügt wird. Die Reaktion läuft dann je nach Menge in Minuten oder gar Sekunden statt Stunden ab. Aus naheliegenden Gründen ist diese Anwendung für Leuchtstäbe jedoch nicht praktikabel.
Die Leuchtdauer von Leuchtstäben beträgt wenige Minuten bis hin zu einigen Tagen (je nach Größe). Verbrauchte Leuchtstäbe fluoreszieren unter ultraviolettem Licht („Schwarzlicht“), da der Fluoreszer auch durch Photonen höherer Energie als derjenigen der ausgesendeten Photonen angeregt werden kann. Dieser Effekt ist nicht auf UV beschränkt, sondern tritt z. B. auch bei einem roten Fluoreszer auf, der mit grünem Licht bestrahlt wird.

### Häufig verwendete Fluoreszer
| Name                                                                                          | Kurzname         | Emissionsfarbe | Strukturformel | Bemerkung                                                       |
| --------------------------------------------------------------------------------------------- | ---------------- | -------------- | -------------- | --------------------------------------------------------------- |
| Dihydro-9,10-diphenylanthracen                                                                | Dihydro(DPA)     | violett        |                |                                                                 |
| 9,10-Diphenylanthracen mit 2,4-Di-tert-butylphenyl-1,4,5,8-tetracarboxynaphthalindiamid       |                  | pink           |                | emittiert Pink oder Weiß, abhängig vom Mischungsverhältnis      |
| 9,10-Diphenylanthracen                                                                        | DPA              | blau           |                |                                                                 |
| 1-Chlor-9,10-diphenylanthracen                                                                | 1-Chlor-DPA      | blau           |                |                                                                 |
| 2-Chlor-9,10-diphenylanthracen                                                                | 2-Chlor-DPA      | blau           |                |                                                                 |
| 9,10-Bis(phenylethinyl)anthracen                                                              | BPEA             | grün           |                |                                                                 |
| 2-Chlor-9,10-bis(phenylethinyl)anthracen                                                      | 2-Chlor-BPEA     | grün           |                |                                                                 |
| 1-Chlor-9,10-bis(phenylethinyl)anthracen                                                      | 1-Chlor-BPEA     | gelb-grün      |                |                                                                 |
| 1,8-Dichlor-9,10-bis(phenylethinyl)anthracen                                                  | 1,8-Dichlor-BPEA | gelb           |                |                                                                 |
| 5,6,11,12-Tetraphenylnaphthacen                                                               | Rubren           | gelb           |                |                                                                 |
| 5,12-Bis(phenylethinyl)naphthacen                                                             |                  | orange         |                |                                                                 |
| 9-[2-(Ethoxycarbonyl)phenyl]-N-ethyl-6-(ethylamino)-2,7-dimethyl-3H-xanthen-3-iminium chlorid | Rhodamin 6G      | rot            |                |                                                                 |
| (9-(2-Carboxyphenyl)-3,6-bis(diethylamino)xanthyliumchlorid)                                  | Rhodamin B       | rot            |                | wird selten verwendet, da es zusammen mit Phenyloxalat zerfällt |
| 2,4-Di-tert-butylphenyl-1,4,5,8-tetracarboxynaphthalindiamid                                  |                  | tief-rot       |                |                                                                 |

## Einsatzgebiete

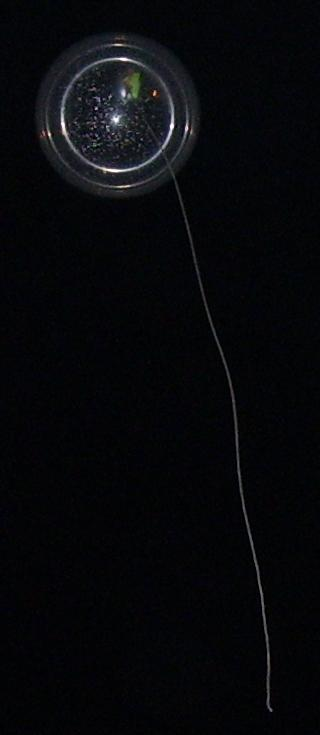
Fliegender durchsichtiger Ballon mit 2 Leuchtstäben in seinem Innern

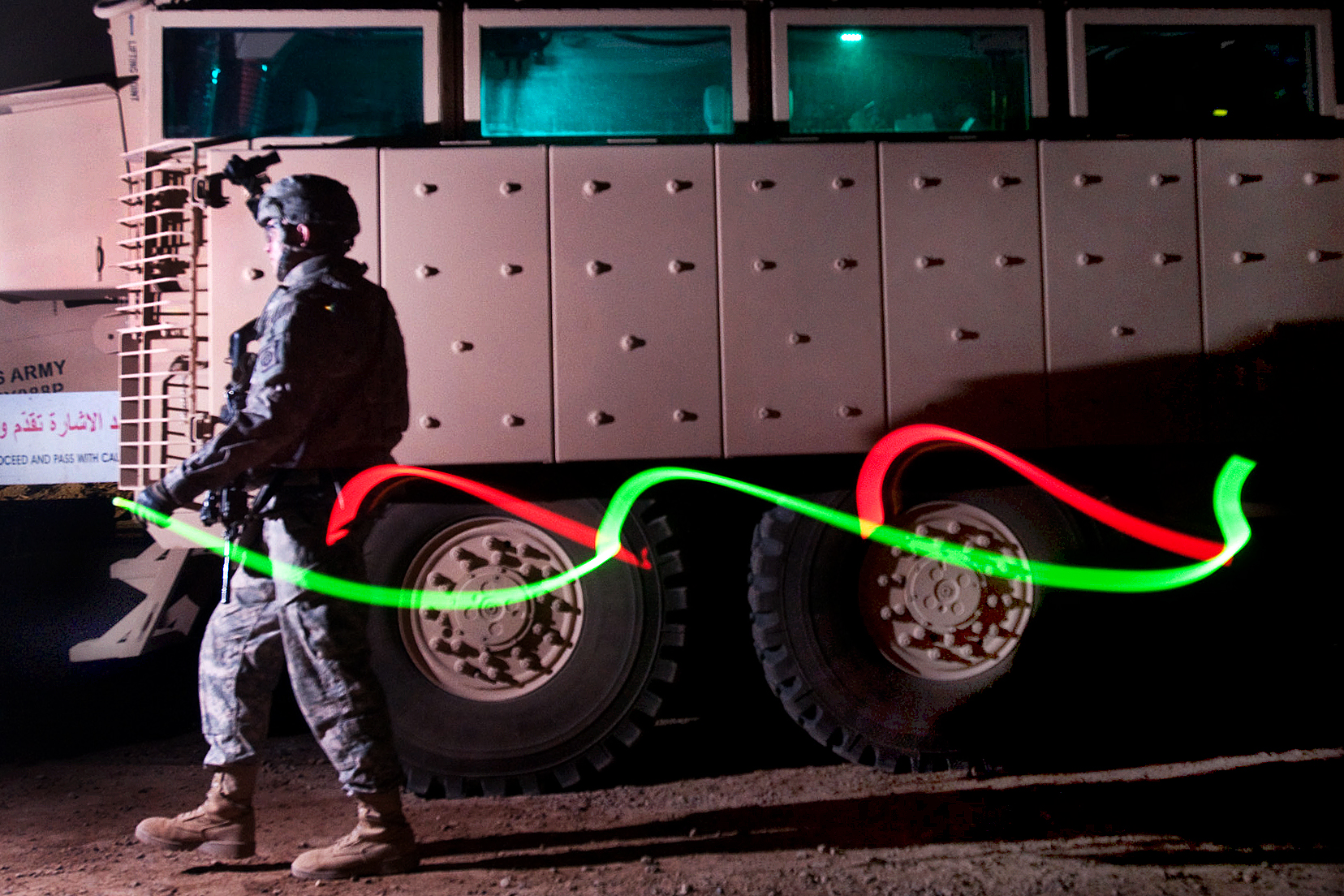
Ein Soldat der US Army mit Leuchtstab

Leuchtstäbe dienen als leicht transportierbare Notbeleuchtung, zur Markierung oder auch einfach als Accessoire.  Von Hautkontakt oder gar Verschlucken der inzwischen zwar oft ungiftigen, aber färbenden und teilweise übelriechenden bzw. schmeckenden chemischen Substanzen ist allerdings abzusehen (siehe Gefahren).
Häufig werden Leuchtstäbe auch im Bereich des Fischfangs eingesetzt, um auch bei Dunkelheit den Schwimmer oder die Spitze der Angelrute beobachten zu können. Es gibt auch Golfbälle, die mit einem kleinen Leuchtstab ausgestattet werden können, um das Spielen bei Dunkelheit zu ermöglichen. Weitere Einsatzgebiete liegen im Militär- und Sicherheitsbereich beispielsweise als Notbeleuchtung, zur Markierung von Verletzten oder über Bord Gegangenen, Hubschrauberlandeplätzen und zur Einweisung von Flugzeugen.
Bogenschützen schätzen die karottengroße Variante zur Markierung von Zielen sowie die kleinen Anglerstäbchen zur Anbringung an Pfeilen für das Nachtschießen.
Weiterhin können kleine Leuchtstäbe im Innern von mit Helium gefüllten (durchsichtigen) Luftballons untergebracht werden, wobei Ballone mit ein bis zwei Leuchtstäben im Innern noch problemlos flugfähig sind und einen sehr effektvollen Nachtstart einer Ballonpost erlauben.
Ebenso sind Leuchtstäbe auf dem Markt, die Strahlung im infraroten Bereich abgeben, welche mit dem menschlichen Auge nicht wahrnehmbar ist. Mit dem Einsatz eines Nachtsichtgerätes kann ein solcher Leuchtstab im Dunkeln gesehen werden.

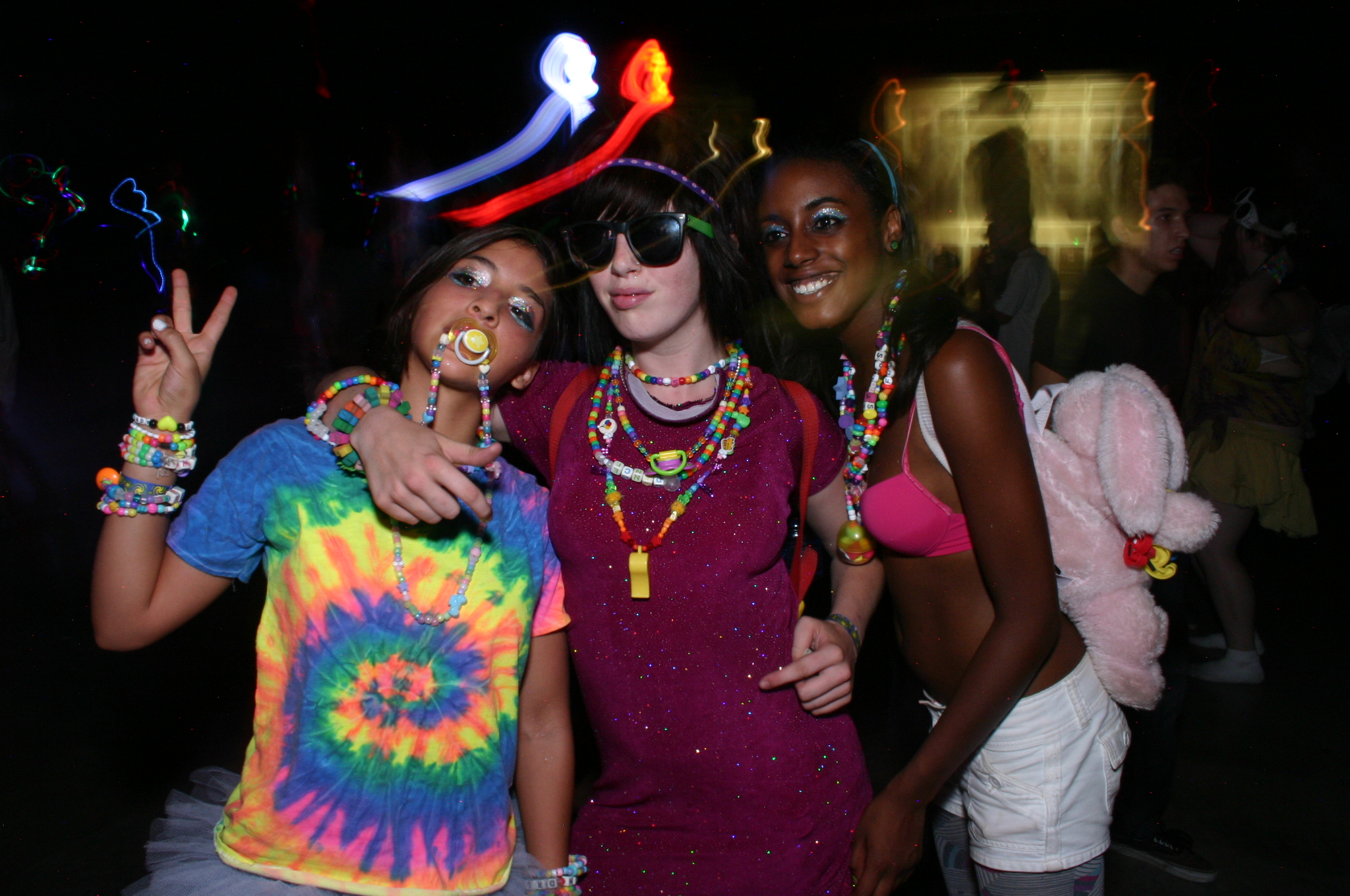
Knicklichter bei einer Party

In den 1990er-Jahren wurden Leuchtstäbe durch ihren Einsatz auf Technopartys sehr populär. Hierbei entstand auch die Tanz- bzw. Bewegungsform namens „Glowsticking“, bei der Leuchtstäbe vorwiegend mit den Händen auf spielerisch-kreative Art zur Musik bewegt werden. Eine abgewandelte Form ist das „Glowstringing“. Die Leuchtstäbe sind dabei an Schnüren (engl. „strings“) befestigt und werden, ähnlich wie beim Spielen mit Poi, auf zum Teil spektakuläre Art in Kreisbahnen um den Körper herumgeführt. Dies ist dann eine Form des Spinning, einer Teildisziplin der Jonglage.

## Gefahren
Leuchtstäbe enthalten Wasserstoffperoxid, zusätzlich entsteht Phenol als Nebenprodukt der Reaktion. Die Flüssigkeit sollte nicht geschluckt werden und auch nicht auf die Haut gelangen. Wenn die Flüssigkeit auf die Haut gelangt, kann es zu leichten Hautreizungen kommen. In Extremfällen ist Übelkeit oder Erbrechen möglich. Wenn die Flüssigkeit in die Augen gerät, muss sofort mit Wasser gespült werden und danach sofort ein Augenarzt aufgesucht werden, da sowohl Wasserstoffperoxid als auch Phenol ätzend wirken können. Die Glasteile der kleinen Ampulle können die Augen verletzen. Die Flüssigkeit in den Leuchtstäben kann einige Kunststoffsorten (z. B. Polystyrol) auflösen. Zusätzlich sind einige der Chemikalien in Leuchtstäben brennbar. Bei extremer Hitze (z. B. Feuer) besteht zusätzlich die Gefahr einer Explosion mit Schrapnelleffekt, da die Flüssigkeit im Glasröhrchen durch die Hitze unter Druck gerät, welcher dasselbe sprengt.
Leuchtstäbe aus neuerer Produktion werden mit dem Attribut „non-toxic“ (ungiftig) verkauft.